# Silly (Belgio)
Silly (in olandese Opzullik, in vallone Ch'li) è un comune belga di 8 072 abitanti, situato nella provincia vallona dell'Hainaut.
Qua nacque san Massimino di Treviri.

## Amministrazione

### Gemellaggi
- San Miniato, Italia
- Sannerville, Francia
- Troarn, Francia